# 総領郵便局
総領郵便局（そうりょうゆうびんきょく）は、広島県庄原市にある郵便局。民営化前の分類では集配特定郵便局であった。

## 概要
住所：〒729-3799 広島県庄原市総領町稲草2061

## 沿革
- 1874年（明治7年）11月16日 - 田総（たぶさ）郵便取扱所として開設[1]。
- 1875年（明治8年）1月1日 - 田総郵便局となる。
- 1957年（昭和32年）2月26日 - 総領郵便局に改称。
- 2007年（平成19年）10月1日 - 民営化に伴い、併設された郵便事業庄原支店総領集配センターに一部業務を移管。
- 2012年（平成24年）10月1日 - 日本郵便株式会社発足に伴い、郵便事業庄原支店総領集配センターを総領郵便局に統合。

## 取扱内容
- 郵便、印紙、ゆうパック、内容証明
- 貯金、為替、振替、振込、国債
- 生命保険、バイク自賠責保険
- ゆうちょ銀行ATM
- 「729-37xx」区域（庄原市内の一部地域）の集配業務

## 周辺
- 国道432号
- 広島県道51号甲山甲奴上市線

## アクセス
- 庄原市営バス 上下総領線・庄原総領線 田総上市停留所から徒歩約2分
- 広島県道51号甲山甲奴上市線沿い
- 駐車場あり：3台